# Tatneft' Arena

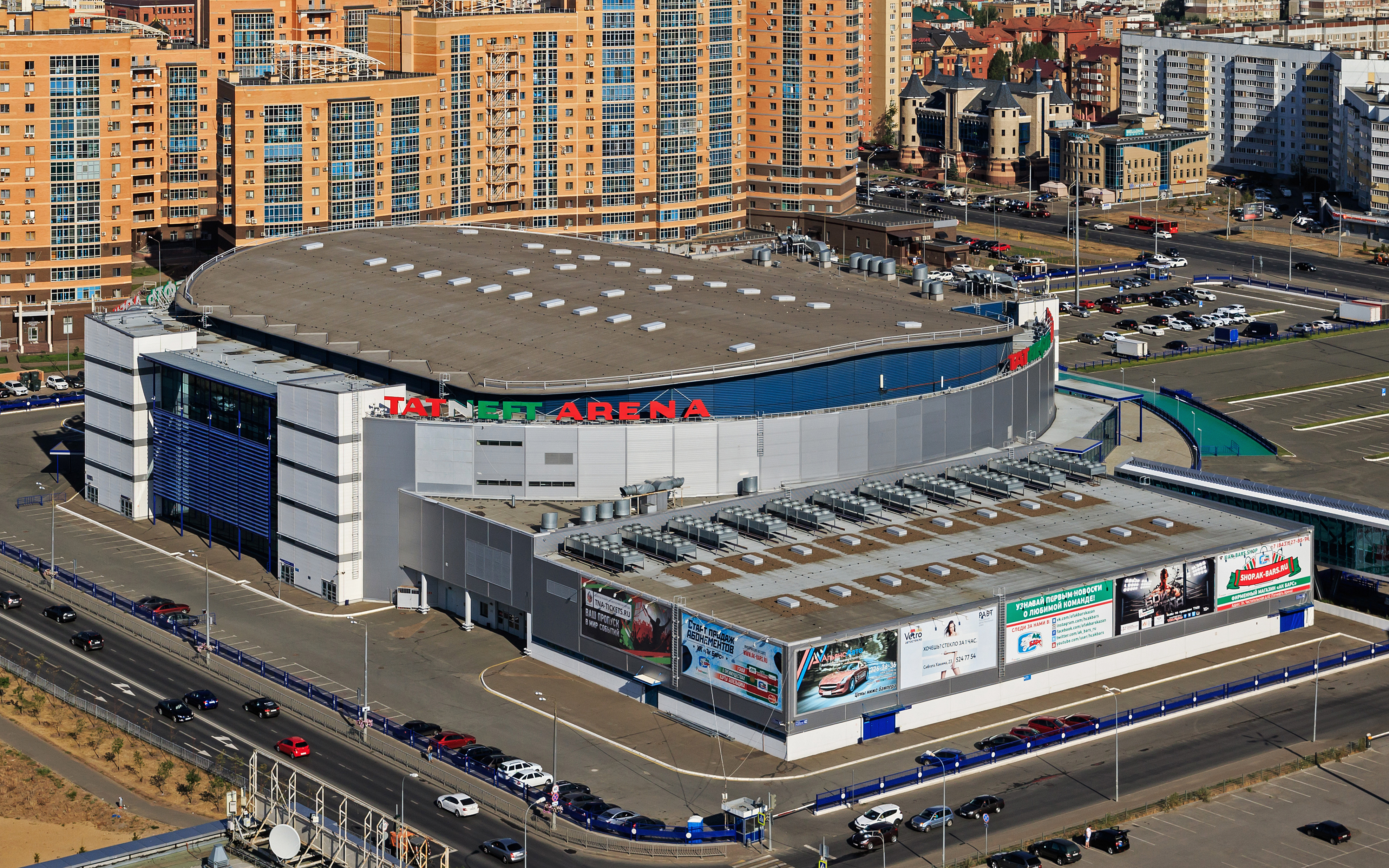

La Tatneft' Arena (in russo Татнефть-Арена?) è un'arena coperta con pista di ghiaccio localizzata a Kazan', in Russia. La sua capacità è di 10 000 posti ed è stata costruita nel 2005. L'arena ospita le partite casalinghe della squadra di hockey su ghiaccio Ak Bars Kazan' che milita nella Kontinental Hockey League.